# Oberhelfenschwil
Oberhelfenschwil est une ancienne commune et une localité de la commune de Neckertal, située dans la circonscription électorale saint-galloise du Toggenburg, en Suisse.
Depuis le 1er janvier 2023, les communes d'Oberhelfenschwil et d'Hemberg ont été intégrées à celle de Neckertal.

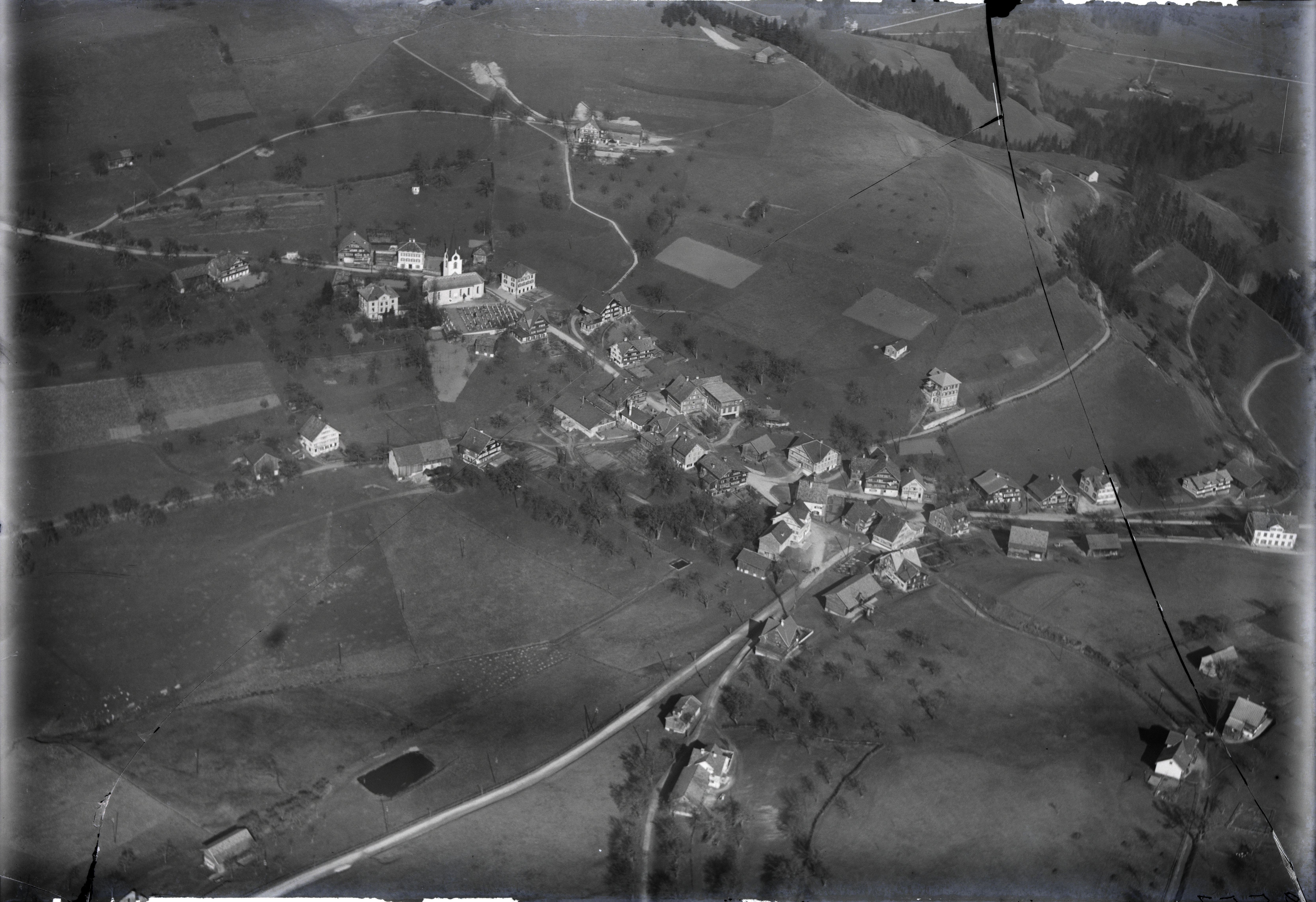
Vue aérienne de 300 m par Walter Mittelholzer (1920)